# Pilot Pen Tennis 1999
Pilot Pen Tennis 1999 — тенісний турнір, що проходив на відкритих кортах з твердим покриттям у Нью-Гейвені (США). Належав до турнірів 2-ї категорії в рамках Туру WTA 1999. Тривав з 23 до 29 серпня 1999 року.

## Учасниці

### Сіяні учасниці
| Країна  | Гравчиня         | Рейтинг | Сіяна |
| ------- | ---------------- | ------- | ----- |
| США     | Ліндсі Девенпорт | 2       | 1     |
| США     | Вінус Вільямс    | 4       | 2     |
| США     | Моніка Селеш     | 5       | 3     |
| Чехія   | Яна Новотна      | 9       | 4     |
| ПАР     | Аманда Кетцер    | 7       | 5     |
| Франція | Жюлі Алар-Декюжі | 10      | 6     |
| Франція | Наталі Тозья     | 12      | 7     |
| Франція | Сандрін Тестю    | 16      | 8     |

### Інші учасниці
Нижче подано учасниць, що отримали вайлд-кард на вихід в основну сітку:
- Тара Снайдер
- Лілія Остерло

Нижче наведено учасниць, що отримали вайлдкард на участь в основній сітці в парному розряді:
- Тара Снайдер /  Александра Стівенсон

Нижче наведено учасниць, що пробились в основну сітку через стадію кваліфікації в одиночному розряді:
- Тетяна Панова
- Квета Грдлічкова
- Анхелес Монтоліо
- Барбара Шварц
- Амелі Кокто
- Сабін Аппельманс
- Магі Серна
- Марія Санчес Лоренсо

## Переможниці та фіналістки

### Одиночний розряд
Вінус Вільямс —  Ліндсі Девенпорт, 6–2, 7–5
- Для Вільямс це був 5-й титул за сезон.

### Парний розряд
Ліза Реймонд /  Ренне Стаббс —  Олена Лиховцева /  Яна Новотна, 7–6(7–1), 6–2